# Jan Helmich
Jan Helmich (* 11. Mai 1998 in Dortmund) ist ein deutscher Pararuderer, der bis 2023 sowohl bei Weltmeisterschaften als auch bei Europameisterschaften je eine Silber- und eine Bronzemedaille gewann.

## Sportliche Karriere
Jan Helmich rudert für den Dortmunder Ruderclub Hansa von 1898. Als seine körperliche Einschränkung wird ein Klumpfuß angegeben.
Jan Helmich trat 2018 erstmals bei Weltmeisterschaften an. Bei den Titelkämpfen in Plowdiw belegte er zusammen mit Jessica Dietz den vierten Platz im Mixed-Zweier, wobei die beiden 0,73 Sekunden Rückstand auf die Drittplatzierten hatten. Im Jahr darauf ruderte Helmich im Mixed-Vierer. Bei den Weltmeisterschaften in Linz/Ottensheim belegten Susanne Lackner, Hanna Moana Glade, Valentin Luz, Jan Helmich und Steuerfrau Inga Thöne den zehnten Platz. 2022 und 2023 bildeten Susanne Lackner, Jan Helmich, Marc Lembeck, Kathrin Marchand und Inga Thöne den deutschen Mixed-Vierer. Bei den Europameisterschaften 2022 in München siegten die Briten vor den Franzosen, sieben Sekunden hinter den Franzosen ruderte das deutsche Boot über die Ziellinie. Bei den Weltmeisterschaften in Račice u Štětí gewannen die Briten. 18 Sekunden hinter den Briten aber viereinhalb Sekunden vor den Franzosen wurden die Deutschen Zweite. Auch 2023 bei den Europameisterschaften in Bled ruderten die Briten als Erste ins Ziel, fünf Sekunden dahinter erkämpften die Deutschen die Silbermedaille vor dem französischen Boot. Drei Monate später bei den Weltmeisterschaften in Belgrad setzten die Briten ihre Siegesserie fort. Drei Sekunden nach den Briten erreichte das Quintett aus den Vereinigten Staaten den zweiten Platz mit viereinhalb Sekunden Vorsprung vor der deutschen Crew. 2024 trat Helmich bei den Europameisterschaften in Szeged zusammen mit Hermine Krumbein im PR3-Mixed-Zweier an und gewann die Silbermedaille mit anderthalb Sekunden Rückstand auf die britische Crew.
Bei den Sommer-Paralympics 2024 in Paris gewann er gemeinsam mit Hermine Krumbein Bronze im Mixed-Doppelzweier.

## Persönliches Leben
Helmich schrieb an der University of Cambridge eine Doktorarbeit im Bereich Informatik.

## Auszeichnungen
2022 wurde Helmich gemeinsam mit seinen Teamkollegen als Mannschaft des Jahres ausgezeichnet.